# وادي القرى
وادي القرى وادي من أودية شبه الجزيرة العربية التاريخية، يقع في محافظة العلا، بين تيماء وخيبر. أخُتلف على مكانه، ولكن أغلب الإشارات تشير بأنها منطقة العلا 
قال ياقوت الحموي: وادي القرى واد بين الشام والمدينة وهو بين تيماء وخيبر فيه قرى كثيرة وبها سمي وادي القرى.

## أعلام
- جميل بن معمر